# Викрадення 1971
«Викрадення 1971» (кор.: хангиль: 하이재킹, букв. «Викрадення») — південнокорейський бойовик 2024 року, знятий за сценарієм Кім Кьон Чана режисером Кім Сон Ханом. У головних ролях знялися Ха Чон У, Йо Чін Гу, Сон Дон Ір і Чхе Су Бін. Фільм заснований на реальній події — спробі викрадення авіалайнера Korean Air F27 у 1971 році. Стрічка вийшла у прокат 21 червня 2024 року.

## Сюжет
Взимку 1971 року пілот пасажирського літака в аеропорті Сокчо Гю-Сік і другий пілот Те-ін летять до аеропорту Гімпхо. Після виконання процедур зльоту від бортпровідників детонує саморобний вибуховий пристрій, викликаючи жах і замішання серед усіх на борту. Через вибух Гю-Сік втрачає одне око, а Те-Ін опиняється у безвихідній ситуації у все більш хаотичному середовищі.
Йон Де, який задумав викрадення літака, бере під контроль кабіну пілота та вимагає відвезти літак до Північної Кореї. Звичайний рейс стрімко перетворюється на захопливу боротьбу за виживання високо в небі над Кореєю.

## Акторський склад
- Ха Чон У в ролі Те Іна, першого офіцера цивільного авіалайнера. Прототипом є Пак Ван Гю, який був першим офіцером на момент фактичного інциденту.[4]
- Йо Чін Ку в ролі Йон Де, викрадача цивільного авіалайнера. Прототипом є Кім Сан Те, терорист, який спричинив реальний інцидент.[5]
- Сон Дон Іль — Гю Сік, капітан цивільного авіалайнера. Протитипом є Лі Кан Хеун, капітан у момент фактичного інциденту.[4]
- Чхе Су Бін у ролі Лі Ок Сун, стюардеси цивільного авіалайнера.[4]
- Кім Дон Ук у ролі Чхве Дон Чеоля, пілота винищувача F-5 ВПС і юного Те Іна.
- Чой Кван Іль у ролі Со Мін Су, другого пілота YS-11 і старшого Те Іна під час його служби у ВПС.
- Кім Чон Су в ролі Чан Йон Хвана, командувача польотом ВПС на авіабазі Каннин.
- Мун Ю Кан у ролі Чан Бе, офіцера безпеки авіакомпанії Korean Air.
- Чон Є Чжин у ролі Лі Су Хі, вчительки англійської на борту літака, яка опікується Хан Бонгом.
- Мун У Джин у ролі Лі Хан Бонга, учня середньої школи Вучан, який сів на борт літака.
- Ім Се Мі — Мун-Янг, дружина Те-Іна.
- Кім Сон Йон у ролі Йрнн Сук, дружини Мін Су, яку викрали.
- Кім Чул Юн у ролі Нам Іля, чоловіка, який сів на борт літака, щоб відправитися у весільну подорож.
- Пак Джи Хван — агент аеропорту
- Пак Су Йон — офіцер поліції[6]